# Giro Donne 2004
Il Giro Donne 2004, quindicesima edizione della corsa, si svolse in nove tappe, più un cronoprologo iniziale, dal 2 all'11 luglio 2004, per un totale di 852,9 km. Fu vinto dalla britannica Nicole Cooke, in forza al team Safi-Pasta Zara-Manhattan, davanti all'italiana Fabiana Luperini e alla svizzera Priska Doppmann.

## Tappe
| Tappa  | Data      | Percorso                                           | km    | Vincitore di tappa    | Leader cl. generale |
| ------ | --------- | -------------------------------------------------- | ----- | --------------------- | ------------------- |
| Prol.  | 2 luglio  | Pordenone (Cron. individuale)                      | 2,8   | Diana Žiliūtė         | Diana Žiliūtė       |
| 1ª     | 3 luglio  | Pordenone > Montereale Valcellina                  | 104,6 | Oenone Wood           | Diana Žiliūtė       |
| 2ª     | 4 luglio  | Montereale Valcellina > Monfalcone                 | 117   | Edita Pučinskaitė     | Diana Žiliūtė       |
| 3ª     | 5 luglio  | Cornuda > Crocetta del Montello                    | 132   | Regina Schleicher     | Diana Žiliūtė       |
| 4ª     | 6 luglio  | Bareggio > Bareggio                                | 118,4 | Annette Beutler       | Diana Žiliūtė       |
| 5ª     | 7 luglio  | Turtmann (CHE) > Leukerbad (CHE) (Cron. a squadre) | 24,7  | Team Let's Go Finland | Priska Doppmann     |
| 6ª     | 8 luglio  | Sovico > Lazzate                                   | 101,8 | Diana Žiliūtė         | Diana Žiliūtė       |
| 7ª     | 9 luglio  | Pozzo d'Adda > Oggiono                             | 90    | Ol'ga Sljusareva      | Diana Žiliūtė       |
| 8ª     | 10 luglio | Oggiono > Madonna del Ghisallo                     | 90,7  | Nicole Cooke          | Nicole Cooke        |
| 9ª     | 11 luglio | Lesmo > Milano                                     | 103,8 | Angela Brodtka        | Nicole Cooke        |
| Totale | Totale    | Totale                                             | 852,9 |                       |                     |

## Squadre e corridori partecipanti
Parteciparono alla competizione 17 squadre, tra cui una formazione mista e due rappresentative nazionali. Erano in totale 130 le atlete iscritte.
| N.    | Cod.    | Squadra                        |
| ----- | ------- | ------------------------------ |
| 1-8   | MIC     | Michela Fanini-Record-Rox      |
| 11-18 | TSD     | Mamma Fanini-Team Syst. Data   |
| 21-28 | ASV     | Acqua & Sapone-Valenti Argenti |
| 31-38 | LIE/BAS | Lietzsport/ Basis-Aude         |
| 41-48 | BPD     | Bizkaia-Panda Software         |
| 51-58 | ALI     | Team Bianchi-Aliverti-La Rocca |
| 61-68 | LCT     | Lazio Ciclismo Team Ladispoli  |
| 71-78 | BNZ     | Bike New Zealand               |
| 81-88 | PMB     | P.M.B.-Fenixs                  |

| N.      | Cod. | Squadra                        |
| ------- | ---- | ------------------------------ |
| 91-98   | ESP  | Nazionale spagnola             |
| 101-108 | FAR  | Team Farm Frites-Hartol        |
| 111-118 | TSA  | Team S.A.T.S. 2004             |
| 121-128 | NRG  | Nobili Rubinetterie-Guerciotti |
| 131-138 | LGF  | Team Let's Go Finland          |
| 141-148 | USC  | Chirio-Forno d'Asolo           |
| 151-158 | SAF  | Safi-Pasta Zara-Manhattan      |
| 161-168 | AUS  | Nazionale australiana          |

## Dettagli tappa per tappa

### Prologo
- 2 luglio: Pordenone – Cronometro individuale – 2,8 km

Risultati
| Pos. | Corridore       | Squadra       | Tempo |
| ---- | --------------- | ------------- | ----- |
| 1    | Diana Žiliūtė   | Safi-Pasta Z. | 3'38" |
| 2    | Annette Beutler | Lietzsport    | a 12" |
| 3    | Priska Doppmann | Let's Go Fin. | a 16" |

| Pos. | Corridore       | Squadra       | Tempo |
| ---- | --------------- | ------------- | ----- |
| 1    | Diana Žiliūtė   | Safi-Pasta Z. | 3'38" |
| 2    | Annette Beutler | Lietzsport    | a 12" |
| 3    | Priska Doppmann | Let's Go Fin. | a 16" |

### 1ª tappa
- 3 luglio: Pordenone > Montereale Valcellina – 104,6 km

Risultati
| Pos. | Corridore        | Squadra       | Tempo    |
| ---- | ---------------- | ------------- | -------- |
| 1    | Oenone Wood      | Australia     | 2h40'49" |
| 2    | Ol'ga Sljusareva | Nobili Rub.   | s.t.     |
| 3    | Priska Doppmann  | Let's Go Fin. | s.t.     |

| Pos. | Corridore       | Squadra       | Tempo    |
| ---- | --------------- | ------------- | -------- |
| 1    | Diana Žiliūtė   | Safi-Pasta Z. | 2h44'27" |
| 2    | Annette Beutler | Lietzsport    | a 12"    |
| 3    | Priska Doppmann | Let's Go Fin. | s.t.     |

### 2ª tappa
- 4 luglio: Montereale Valcellina > Monfalcone – 117 km

Risultati
| Pos. | Corridore         | Squadra      | Tempo    |
| ---- | ----------------- | ------------ | -------- |
| 1    | Edita Pučinskaitė | Michela Fan. | 3h00'13" |
| 2    | Ol'ga Sljusareva  | Nobili Rub.  | a 7"     |
| 3    | Angela Brodtka    | Farm Frites  | s.t.     |

| Pos. | Corridore       | Squadra       | Tempo    |
| ---- | --------------- | ------------- | -------- |
| 1    | Diana Žiliūtė   | Safi-Pasta Z. | 5h44'47" |
| 2    | Annette Beutler | Lietzsport    | a 12"    |
| 3    | Priska Doppmann | Let's Go Fin. | s.t.     |

### 3ª tappa
- 5 luglio: Cornuda > Crocetta del Montello – 132 km

Risultati
| Pos. | Corridore         | Squadra       | Tempo    |
| ---- | ----------------- | ------------- | -------- |
| 1    | Regina Schleicher | Safi-Pasta Z. | 3h17'26" |
| 2    | Oenone Wood       | Australia     | s.t.     |
| 3    | Angela Brodtka    | Farm Frites   | s.t.     |

| Pos. | Corridore       | Squadra       | Tempo    |
| ---- | --------------- | ------------- | -------- |
| 1    | Diana Žiliūtė   | Safi-Pasta Z. | 9h02'13" |
| 2    | Angela Brodtka  | Farm Frites   | a 8"     |
| 3    | Annette Beutler | Lietzsport    | a 12"    |

### 4ª tappa
- 6 luglio: Bareggio > Bareggio – 118,4 km

Risultati
| Pos. | Corridore         | Squadra       | Tempo    |
| ---- | ----------------- | ------------- | -------- |
| 1    | Annette Beutler   | Lietzsport    | 2h59'45" |
| 2    | Regina Schleicher | Safi-Pasta Z. | s.t.     |
| 3    | Oenone Wood       | Australia     | s.t.     |

| Pos. | Corridore       | Squadra       | Tempo     |
| ---- | --------------- | ------------- | --------- |
| 1    | Diana Žiliūtė   | Safi-Pasta Z. | 12h01'58" |
| 2    | Annette Beutler | Lietzsport    | a 2"      |
| 3    | Angela Brodtka  | Farm Frites   | a 8"      |

### 5ª tappa
- 7 luglio: Turtmann (Svizzera) > Leukerbad (Svizzera) – Cronometro a squadre – 24,7 km

Risultati
| Pos. | Squadra                   | Tempo  |
| ---- | ------------------------- | ------ |
| 1    | Team Let's Go Finland     | 51'45" |
| 2    | Safi-Pasta Zara-Manhattan | a 17"  |
| 3    | Team Farm Frites-Hartol   | a 46"  |

| Pos. | Corridore         | Squadra       | Tempo     |
| ---- | ----------------- | ------------- | --------- |
| 1    | Priska Doppmann   | Let’s Go Fin. | 12h53'06" |
| 2    | Diana Žiliūtė     | Safi-Pasta Z. | a 50"     |
| 3    | Zul'fija Zabirova | Let’s Go Fin. | s.t.      |

### 6ª tappa
- 8 luglio: Sovico > Lazzate – 101,8 km

Risultati
| Pos. | Corridore     | Squadra       | Tempo    |
| ---- | ------------- | ------------- | -------- |
| 1    | Diana Žiliūtė | Safi-Pasta Z. | 2h27'26" |
| 2    | Nicole Cooke  | Safi-Pasta Z. | s.t.     |
| 3    | Oenone Wood   | Australia     | s.t.     |

| Pos. | Corridore         | Squadra       | Tempo     |
| ---- | ----------------- | ------------- | --------- |
| 1    | Diana Žiliūtė     | Safi-Pasta Z. | 15h21'16" |
| 2    | Priska Doppmann   | Let’s Go Fin. | a 5"      |
| 3    | Zul'fija Zabirova | Let’s Go Fin. | a 10"     |

### 7ª tappa
- 9 luglio: Pozzo d'Adda > Oggiono – 90 km

Risultati
| Pos. | Corridore           | Squadra       | Tempo    |
| ---- | ------------------- | ------------- | -------- |
| 1    | Ol'ga Sljusareva    | Nobili Rub.   | 2h12'30" |
| 2    | Zinaida Stahurskaja | System Data   | s.t.     |
| 3    | Diana Žiliūtė       | Safi-Pasta Z. | s.t.     |

| Pos. | Corridore         | Squadra       | Tempo     |
| ---- | ----------------- | ------------- | --------- |
| 1    | Diana Žiliūtė     | Safi-Pasta Z. | 17h33'42" |
| 2    | Priska Doppmann   | Let’s Go Fin. | a 9"      |
| 3    | Zul'fija Zabirova | Let’s Go Fin. | a 14"     |

### 8ª tappa
- 10 luglio: Oggiono > Madonna del Ghisallo – 90,7 km

Risultati
| Pos. | Corridore         | Squadra       | Tempo    |
| ---- | ----------------- | ------------- | -------- |
| 1    | Nicole Cooke      | Safi-Pasta Z. | 2h22'16" |
| 2    | Edita Pučinskaitė | Michela Fan.  | a 14"    |
| 3    | Nicole Brändli    | Michela Fan.  | a 18"    |

| Pos. | Corridore        | Squadra       | Tempo     |
| ---- | ---------------- | ------------- | --------- |
| 1    | Nicole Cooke     | Safi-Pasta Z. | 19h56'13" |
| 2    | Fabiana Luperini | Let’s Go Fin. | a 49"     |
| 3    | Priska Doppmann  | Let’s Go Fin. | a 1'05"   |

### 9ª tappa
- 11 luglio: Lesmo > Milano – 103,8 km

Risultati
| Pos. | Corridore         | Squadra       | Tempo    |
| ---- | ----------------- | ------------- | -------- |
| 1    | Angela Brodtka    | Farm Frites   | 1h36'58" |
| 2    | Regina Schleicher | Safi-Pasta Z. | s.t.     |
| 3    | Ol'ga Sljusareva  | Nobili Rub.   | s.t.     |

## Evoluzione delle classifiche
| Tappa              | Vincitrice            | Classifica generale Maglia rosa | Classifica a punti Maglia ciclamino | Classifica scalatori Maglia verde | Classifica giovani Maglia bianca | Classifica a squadre      |
| ------------------ | --------------------- | ------------------------------- | ----------------------------------- | --------------------------------- | -------------------------------- | ------------------------- |
| Prol.              | Diana Žiliūtė         | Diana Žiliūtė                   | Diana Žiliūtė                       | Non assegnata                     | Angela Brodtka                   | Safi-Pasta Zara-Manhattan |
| 1ª                 | Oenone Wood           | Diana Žiliūtė                   | Diana Žiliūtė                       | Ol'ga Sljusareva                  | Angela Brodtka                   | Safi-Pasta Zara-Manhattan |
| 2ª                 | Edita Pučinskaitė     | Diana Žiliūtė                   | Diana Žiliūtė                       | Svetlana Bubnenkova               | Angela Brodtka                   | Safi-Pasta Zara-Manhattan |
| 3ª                 | Regina Schleicher     | Diana Žiliūtė                   | Oenone Wood                         | Svetlana Bubnenkova               | Angela Brodtka                   | Safi-Pasta Zara-Manhattan |
| 4ª                 | Annette Beutler       | Diana Žiliūtė                   | Oenone Wood                         | Svetlana Bubnenkova               | Angela Brodtka                   | Safi-Pasta Zara-Manhattan |
| 5ª                 | Team Let's Go Finland | Priska Doppmann                 | Oenone Wood                         | Svetlana Bubnenkova               | Nicole Cooke                     | Safi-Pasta Zara-Manhattan |
| 6ª                 | Diana Žiliūtė         | Diana Žiliūtė                   | Oenone Wood                         | Svetlana Bubnenkova               | Nicole Cooke                     | Safi-Pasta Zara-Manhattan |
| 7ª                 | Ol'ga Sljusareva      | Diana Žiliūtė                   | Oenone Wood                         | Svetlana Bubnenkova               | Nicole Cooke                     | Safi-Pasta Zara-Manhattan |
| 8ª                 | Nicole Cooke          | Nicole Cooke                    | Oenone Wood                         | Svetlana Bubnenkova               | Nicole Cooke                     | Safi-Pasta Zara-Manhattan |
| 9ª                 | Angela Brodtka        | Nicole Cooke                    | Oenone Wood                         | Svetlana Bubnenkova               | Nicole Cooke                     | Safi-Pasta Zara-Manhattan |
| Classifiche finali | Classifiche finali    | Nicole Cooke                    | Oenone Wood                         | Svetlana Bubnenkova               | Nicole Cooke                     | Safi-Pasta Zara-Manhattan |

## Classifiche finali

### Classifica generale - Maglia rosa
| Pos. | Corridore            | Squadra       | Tempo     |
| ---- | -------------------- | ------------- | --------- |
| 1    | Nicole Cooke         | Safi-Pasta Z. | 21h33'11" |
| 2    | Fabiana Luperini     | Let’s Go Fin. | a 57"     |
| 3    | Priska Doppmann      | Let’s Go Fin. | a 1'05"   |
| 4    | Mirjam Melchers      | Farm Frites   | a 1'28"   |
| 5    | M. Vžesniauskaitė    | Safi-Pasta Z. | a 2'20"   |
| 6    | Valentina Polchanova | Nobili Rub.   | a 2'22"   |
| 7    | Diana Žiliūtė        | Safi-Pasta Z. | a 2'51"   |
| 8    | Svetlana Bubnenkova  | P.M.B.-Fenixs | a 3'08"   |
| 9    | Olivia Gollan        | Australia     | a 3'25"   |
| 10   | Zul'fija Zabirova    | Let’s Go Fin. | a 3'57"   |

### Classifica a punti - Maglia ciclamino
| Pos. | Corridore        | Squadra       | Tempo |
| ---- | ---------------- | ------------- | ----- |
| 1    | Oenone Wood      | Australia     | 69    |
| 2    | Diana Žiliūtė    | Safi-Pasta Z. | 60    |
| 3    | Ol'ga Sljusareva | Nobili Rub.   | 60    |
| 4    | Angela Brodtka   | Farm Frites   | 57    |
| 5    | Priska Doppmann  | Let’s Go Fin. | 53    |

### Classifica scalatori - Maglia verde
| Pos. | Corridore             | Squadra       | Tempo |
| ---- | --------------------- | ------------- | ----- |
| 1    | Svetlana Bubnenkova   | P.M.B.-Fenixs | 61    |
| 2    | Jolanta Polikevičiūtė | Chirio        | 36    |
| 3    | Nicole Cooke          | Safi-Pasta Z. | 30    |
| 4    | Annette Beutler       | Lietzsport    | 24    |
| 5    | Nicole Brändli        | Michela Fan.  | 20    |

### Classifica giovani - Maglia bianca
| Pos. | Corridore           | Squadra       | Tempo     |
| ---- | ------------------- | ------------- | --------- |
| 1    | Nicole Cooke        | Safi-Pasta Z. | 21h33'11" |
| 2    | M. Vžesniauskaitė   | Safi-Pasta Z. | a 2'20"   |
| 3    | Barbara Lancioni    | P.M.B.-Fenixs | a 4'53"   |
| 4    | Ana Ramírez Bauxell | Spagna        | a 15'02"  |
| 5    | Volha Hayeva        | System Data   | a 15'24"  |

### Classifica a squadre
| Pos. | Squadra                        | Tempo     |
| ---- | ------------------------------ | --------- |
| 1    | Safi-Pasta Zara-Manhattan      | 62.59'22" |
| 2    | Team Let's Go Finland          | a 1'30"   |
| 3    | Team Farm Frites-Hartol        | a 4'37"   |
| 4    | Nobili Rubinetterie-Guerciotti | a 7'24"   |
| 5    | P.M.B.-Fenixs                  | a 9'23"   |